# Marquesado del Rif
El marquesado del Riff es un título nobiliario español creado por el rey Alfonso XIII de España en favor de José Sanjurjo Sacanell, teniente general de Estado Mayor, director general de la Guardia Civil, etc, el 26 de mayo de 1926 por real decreto y el 23 de julio del mismo año por real despacho.

## Denominación
Se concedió originariamente con la denominación de «marquesado de Monte Malmusí», que fue cambiada el 1 de octubre de 1927 por la definitiva de «marquesado del Riff».
Su denominación hace referencia al territorio marroquí de Riff, cuyo territorio formó parte del protectorado español de Marruecos. 

## Marqueses del Riff
| I | José Sanjurjo Sacanell      | 1926-1935 |
| II | Justo Sanjurjo Giménez-Peña | 1935-1936 |
| III | José Sanjurjo Prieto        | 1941-2005 |
| El título se encuentra actualmente vacante, disponiendo sus descendientes o sucesores de un plazo de 5 años, desde el fallecimiento del último titular, para solicitar la sucesión en el título, y después de un plazo de 40 años antes de que caduque finalmente y revierta a la corona, a tenor de los dispuesto en el Decreto 222/1988, de 11 de marzo. |                             |           |

## Historia de los marqueses del Riff
La lista de sus titulares es la que sigue:
- José Sanjurjo Sacanell (1872-1936), I marqués del Riff, gran-cruz de la Real y Militar Orden de San Hermenegildo, gran-cruz Laureada de la Real y Militar Orden de San Fernando, gran-cruz de la Orden del Mérito Militar y gran-cruz de la Orden del Mérito Naval.

Casó en primeras nupcias con su prima Esperanza Giménez-Peña Sacanell y casó en segundas nupcias con María Prieto Taberner. En 1935, por cesión, le sucedió, de su primer matrimonio, su hijo:
- Justo Sanjurjo Giménez-Peña, II marqués del Riff, por autorización de la Diputación Permanente y Consejo de la Grandeza de España y Títulos del Reino en 1935.

Casó con María de la Concepción Camín de Lara, hija de los marqueses de Villamediana. Le sucedió su hermano:
- José Sanjurjo y Prieto, III marqués del Riff, por autorización de la Diputación Permanente y Consejo de la Grandeza de España y Títulos del Reino en 1941.

Casó con María de los Ángeles Alonso Pérez.